# Bitry (Oise)
Bitry település Franciaországban, Oise megyében. Lakosainak száma 309 fő (2022. január 1.). Bitry Montigny-Lengrain, Vic-sur-Aisne, Attichy, Courtieux, Jaulzy, Moulin-sous-Touvent és Saint-Pierre-lès-Bitry községekkel határos.

## Népesség
A település népességének változása:
| Lakosok száma | 302  | 321  | 324  | 317  | 316  | 316  | 317  | 314  | 309  |
|               | 2013 | 2015 | 2016 | 2017 | 2018 | 2019 | 2020 | 2021 | 2022 |